# Głuchowo (Poznań)
Pour les articles homonymes, voir Głuchowo.
Głuchowo (prononciation : [ɡwuˈxɔvɔ]) est un village polonais de la gmina de Komorniki dans le powiat de Poznań de la voïvodie de Grande-Pologne dans le centre-ouest de la Pologne.
Il se situe à environ 3 kilomètres à l'ouest de Komorniki (siège de la gmina) et à 12 kilomètres au sud-ouest de Poznań (siège du powiat et capitale régionale).

## Histoire
De 1975 à 1998, le village faisait partie du territoire de la voïvodie de Poznań.

Depuis 1999, Głuchowo est situé dans la voïvodie de Grande-Pologne.
Le village possède une population de 611 habitants en 2011.